# Танлонго, Матео
Матео Танлонго (исп. Mateo Tanlongo; род. 12 августа 2003, Фунес, Санта-Фе) — аргентинский футболист, полузащитник португальского клуба «Спортинг».

## Клубная карьера
Танлонго является воспитанником клуба «Росарио Сентраль». В июне 2020 года подписал с клубом свой первый профессиональный контракт.

## Карьера в сборной
Выступал за сборную Аргентины до 20 лет.